# Small Bump
Singles de Ed Sheeran
Drunk (en)
(2012) Hush Little Baby (en)
(2012)
Small Bump est une chanson de l'auteur-compositeur-interprète britannique Ed Sheeran.
Elle est sortie le 25 mai 2012 en tant que cinquième single du premier album de l'artiste, + (2012).
La chanson a pour sujet une « amie proche » de Sheeran qui a souffert d'une fausse couche survenue à quatre mois de sa grossesse. La chanson est cependant chantée à la première personne.